# Dino Attanasio
Edoardo Attanasio detto Dino (Milano, 8 maggio 1925) è un fumettista italiano naturalizzato belga.

## Biografia
Frequenta l'Accademia di belle arti di Brera per poi iniziare a lavorare con il cinema d'animazione partecipando negli anni quaranta alla realizzazione del film La rosa di Bagdad, primo lungometraggio animato italiano; nel dopoguerra collabora alla realizzazione della serie a fumetti Furio, edito dalla Redazione Audace, la casa editrice fondata da Gianluigi Bonelli e, per le Edizioni Vulcanetto, realizza nel 1948 la serie Le avventure di Nadir pubblicate in appendice agli albi a strisce di Gianni e Pinotto. Lo stesso anno si trasferì in Belgio, dove continuerà l'attività di fumettista, disegnando nel 1949 la serie Fanfan & Polo scritta da Charlier e René Goscinny per La Libre Junior. Disegnò negli anni varie serie di fumetti franco-belga e belga-olandesi, come Bob Morane (creato da Henri Verne), Signor Spaghetti (di Goscinny), Modeste et Pompon (di André Franquin), i Macaroni (di Dick Matena).
Il suo stile spaziava dal genere umoristico a quello realistico, realizzando numerose serie a fumetti molto diverse le une dalle altre della scuola franco-belga, sia lavorando su nuove creazioni che continuando il lavoro di altri; alcune di queste serie, come Signor Spaghetti e De Macaroni's, presentano personaggi italiani stereotipati.
Ha pubblicato su riviste di fumetti come Tintin, Spirou, Petits Belges e Line, realizzando sia illustrazioni che serie a fumetti come "L'homme qui n'était jamais content" della serie "Belles histoires de l'Oncle Paul"). Sulla rivista Femmes d'aujourd'hui disegna cinque storie della serie di Bob Morane, scritta da Vernes. Su Tintin pubblica Coconut le perroquet (1956) e, dal 1959 al 1967 disegna la serie del Signor Spaghetti di Goscinny; dal 1959, dopo l'abbandono di André Franquin, continua anche la serie di Modeste et Pompon fino al 1968; nel 1964 crea graficamente il personaggio di Jimmy Stone realizzandone i disegni di storie scritte da Fernez.  Nel 1968 pubblica la serie Johnny Goodbye su Pep su testi di Martin Lodewijk.
In Italia pubblica nel 1965 sul Corriere dei piccoli la serie Ambrogio e Gino scritta da Carlo Triberti, che continuerà poi in Belgio come Ambroise et Gino; dal 1966 al 1967 pubblica la serie Il colonnello Squilla e Pepè (scritta da Meys) e, dal 1968 al 1969, la serie Gianni Flash.

## Opere
- Decameron di Giovanni Boccaccio.